# Siphonoecetes pallidus
Siphonoecetes pallidus är en kräftdjursart som beskrevs av Georg Ossian Sars 1882. Siphonoecetes pallidus ingår i släktet Siphonoecetes, och familjen Corophidae. Arten har ej påträffats i Sverige.